# Orthosia totoobsolescens
Orthosia totoobsolescens là một loài bướm đêm trong họ Noctuidae.